# Arthur Catterall
Arthur Catterall (* 25. Mai 1883; † 28. November 1943) war ein englischer Geiger, Dirigent und Musikpädagoge.
Catterall erhielt von seinem Vater, einem Amateurmusiker, im Alter von vier Jahren eine Violine und den ersten Violinunterricht. Im Alter von acht Jahren spielte er bereits im Palace of Varieties in Manchester Mendelssohns Violinkonzert. Er war dann Schüler von Willy Heß und Adolph Brodsky am Royal Manchester College. 1902 holte ihn Hans Richter zum Orchester der Bayreuther Festspiele und trat auch bei den Empfängen von Cosima Wagner in der Villa Wahnfried auf. Im Folgejahr führte er Tschaikowskis Violinkonzert mit dem Hallé-Orchester auf.
Von 1905 bis 1914 leitete er das Orchester der Promenade Concerts (Proms), die damals noch in der Queen’s Hall stattfanden. Im Jahr 1911 gründete er das Catterall String Quartet. 1913 kehrte er nach Manchester zurück und wurde Professor für Violine am Royal College und Dirigent des Hallé-Orchesters, das er bis 1925 leitete. Später wurde er Professor an der Royal Academy of Music, und von 1929 bis 1936 leitete er das BBC Symphony Orchestra.